# Bonifacy Bałdyk
Bonifacy Bałdyk (ur. 25 maja 1879 w Kobiernie, zm. 30 kwietnia 1940 w Strzelcach Opolskich) – polski działacz społeczny i polityczny, działacz plebiscytowy, uczestnik powstań śląskich, komisaryczny burmistrz Żor na początku lat 20. XX w., poseł na Sejm II kadencji w II RP z ramienia Bezpartyjnego Bloku Współpracy z Rządem oraz poseł na Sejm Śląski III kadencji.

## Życiorys
Urodził się w rodzinie Wincentego i Marianny z Dobiszowskich. Podczas nauki w gimnazjum w Krotoszynie należał do Organizacji Młodzieży Narodowej, za co został wydalony z gimnazjum, później ponownie przyjęty. Po ukończeniu szkoły i odbyciu praktyki w Poznaniu uzyskał dyplom pomocnika aptekarskiego. Podczas studiów farmaceutycznych w Berlinie był członkiem Tajnego Związku Młodzieży Polskiej. Za swą działalność polityczną został relegowany ze studiów, co uniemożliwiło mu uzyskanie dyplomu farmaceuty.
Do Żor przybył w 1913 i podjął pracę w miejscowej aptece. Od samego początku pobytu w Żorach zaangażował się w działalność społeczną. Zasiadał w Radzie Miejskiej. Był członkiem Polskiej Organizacji Wojskowej. Został członkiem chóru „Feniks”, który prowadził również działalność teatralną. W styczniu 1919 wybrano go na prezesa tego zespołu.
W czasie obrad Sejmu Dzielnicowego w 1918 w Poznaniu reprezentował ludność polską powiatu rybnickiego. Na początku 1919 Niemcy w Żorach zorganizowali wiec, przedstawiając w sposób wypaczony sprawę polską. W jego trakcie Bonifacy Bałdyk razem z Julianem Samulowskim próbowali sprostować wystąpienie antypolskie, za co w styczniu 1919 zostali skazani przez sąd wojskowy na sześć miesięcy więzienia w Brzegu.
W czasie plebiscytu współpracował z Polskim Komitetem Plebiscytowym w Rybniku i był kierownikiem akcji plebiscytowej w Żorach. W latach 1920–1921 był prezesem zarządu Okręgu Żorskiego Związku Śląskich Kół Śpiewaczych, który skupiał 18 chórów i włączył się do akcji plebiscytowej. W czasie powstań śląskich Bonifacy Bałdyk był jednym z organizatorów zaopatrzenia powstańców śląskich w broń, żywność i środki opatrunkowe.
4 lipca 1922 generał Stanisław Szeptycki na czele 5 i 6 baterii 23 Pułku Artylerii Lekkiej wkroczył do Żor. W imieniu społeczeństwa powitał go Bonifacy Bałdyk.
W 1926 został członkiem Rady Naczelnej Narodowego Związku Powstańców i Byłych Żołnierzy. Pełnił funkcję prezesa założonej w 1927 Spółdzielni Oszczędnościowo-Pożyczkowej w Żorach. W 1928 roku z listy Bezpartyjnego Bloku Współpracy z Rządem z okręgu Cieszyn został wybrany do II Sejmu Rzeczypospolitej jako jeden z siedmiu posłów tego okręgu. W 1930 został wybrany na posła do III Sejmu Śląskiego. Będąc posłem tego Sejmu, przyczynił się do wybudowania w Żorach szkoły średniej (gimnazjum państwowego) oraz uruchomienia linii kolejowej Pszczyna–Żory–Rybnik.
Latem 1939 Niemcy wpisali go do „księgi gończej” Sonderfahndungsbuch Polen (strona zarejestrowania 7B) jako przewidzianego do likwidacji w pierwszej kolejności. W ostatnich dniach sierpnia 1939 na zorganizowanym w Żorach wiecu usiłował przeciwdziałać niemieckiej propagandzie.
Po wybuchu II wojny światowej wraz z całą rodziną wyjechał do Łańcuta, by 23 października 1939 wrócić do Żor. Nazajutrz w ramach Intelligenzaktion Schlesien został aresztowany i osadzony w więzieniu w Katowicach. Z więzienia wrócił 8 listopada 1939, jednak dwa dni później znowu go aresztowano i postawiono przed sądem wojskowym, który skazał go na 5 lat ciężkiego więzienia w Strzelcach Opolskich, gdzie 30 kwietnia 1940 zmarł. Ciało wydano rodzinie, która 7 maja 1940 pochowała go w rodzinnym grobowcu na cmentarzu w Żorach. Kilka dni później bojówkarze Hitlerjugend wyrzucili zwłoki, a w zburzonym grobowcu urządzili śmietnik.
W 1952 szczątki ekshumowano i złożono w odbudowanym grobowcu.

## Życie prywatne
Od 6 lutego 1918 był mężem Jadwigi z Königów. Mieli troje dzieci: Halinę, Tadeusza i Jadwigę.

## Ordery i odznaczenia
- Krzyż Kawalerskim Orderu Odrodzenia Polski (30 kwietnia 1925)[3]
- Krzyż na Śląskiej Wstędze Waleczności i Zasługi